# 무스타파 나메
무스타파 나메(프랑스어: Moustapha Name, 1995년 5월 5일 ~ )는 세네갈의 축구 선수이다. 포지션은 미드필더이며, 현재 키프로스 1부 리그의 클럽인 파포스 FC에서 활약하고 있다.